# Alicia Corveleyn
Alicia Albertina Margaretha (Alice) Van den Berghe-Corveleyn (Oostende, 8 januari 1905 – aldaar, 31 januari 2017) was sinds het overlijden van de bijna 111-jarige Anna De Guchtenaere op 6 april 2015 de oudste ingezetene van België en sinds het overlijden van Marie de Sousberghe op 12 februari 2016 ook de oudste Belgische persoon. Toen zij zelf overleed, was ze 112 jaar.

## Biografie
Corveleyn werd geboren en bleef tot 2017 altijd in Oostende wonen. Tijdens de Eerste Wereldoorlog vluchtten haar ouders naar het Verenigd Koninkrijk. In 1918 keerden ze terug naar België. Als beroep was ze naaister en hoedenmaakster. Ze huwde in 1936 met Fernand Van den Berghe, die in 1983 overleed. Het koppel had geen kinderen.
Vanaf 6 maart 2008 tot haar dood verbleef ze in bejaardentehuis Lacourt. Haar geheim voor een lang leven zou een boterham (een stuutje volgens Corveleyn zelf) met filet americain (americain préparé in het Vlaams) zijn. Tijdens haar 112e en laatste verjaardag (23 dagen voor haar dood) werd bekendgemaakt dat Alicia Corveleyn, indien ze tot 13 juli 2017 in leven bleef, de oudste inwoner van België ooit zou worden. Dat record is echter niet verbroken en sinds haar overlijden is Corveleyn de op twee na oudste Belgische persoon ooit, na Joanna Turcksin en Fanny Godin.
Sinds 6 april 2015 was Corveleyn de oudste ingezetene van België, maar niet de oudste Belgische persoon: de kloosterzuster Marie de Sousberghe, die twee maanden ouder was dan zij - want geboren op 7 november 1904 -, heeft altijd de Belgische nationaliteit behouden, hoewel ze in Groot-Brittannië woonde. Zij overleed echter in februari 2016 nabij Londen, waardoor Corveleyn ook de oudste Belgische persoon werd.
Fernande De Raeve nam haar titel als oudste Belg over.